# Gerard Brantsen

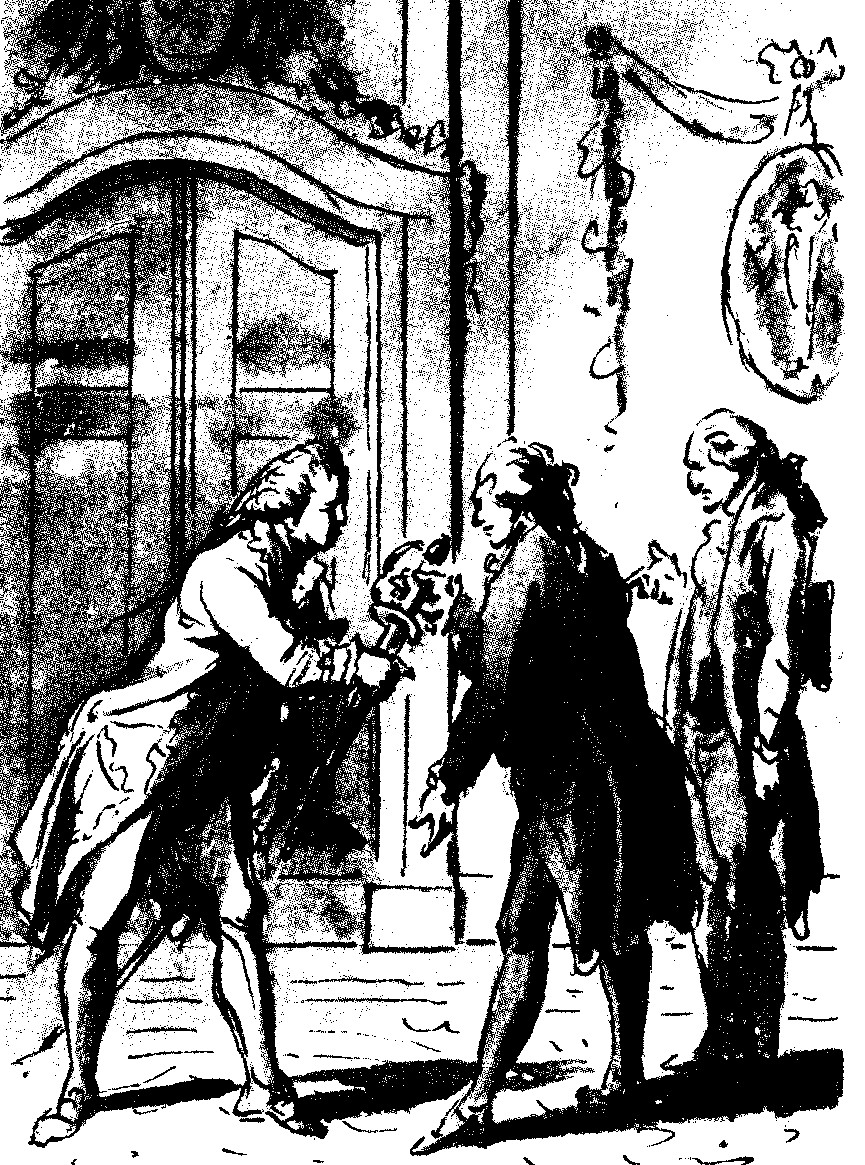
De gezanten Mattheus Lestevenon en Gerard Brantsen overhandigen een gouden degen aan viceadmiraal Pierre André Bailly de Suffren de Saint Tropez (1729-1788)

Gerard Brantsen (Arnhem, 10 januari 1735 – Arnhem, 21 december 1809) was een Nederlands staatsman, een telg uit de Arnhemse oranjegezinde regentenfamilie Brantsen, en burgemeester te Arnhem.

## Levensloop
Hij werd geboren als tweede zoon van Johan Brantsen (Arnhem, 1699-1774) en Hester Henriëtte de Vree (Suriname, 1712-1742). Zijn vader was in Arnhem begonnen als advocaat en in 1724 benoemd tot ontvanger-generaal voor het Gelderse kwartier de Veluwe, wat hij tot aan zijn dood bleef. Zijn grootvaders waren de "Raad van politie en justitie in Suriname".

Zijn ouders huwden in 1729 en lieten kort daarna het kapitaal patriciërshuis 'De Olde Munte' aan de Bakkerstraat bouwen.
Brantsen deed een rechtenstudie in Leiden die hij op 10 september 1755 met een dissertatie over "De mutuis inter diversas atque vicinas gentes officiorum humanitatis atque comitatis praestationibus" afsloot. Hij droeg die op aan zijn vader Joannes Brantsen, zijn zwager Wilhelmus Engelen, en zijn ooms Wilhelmus Regnerus Brantsen, Henricus Wilhelmus Brantsen en Everhardus Jacobus Brantsen.
Rond 1780 nam de strijd tussen de Oranjegezinden en de patriotten toe. De gehele familie Brantsen was Oranjegezind. In Arnhem was de strijd fel en stond de Oranjepartij als regeringspartij inclusief de Brantsens, alleen tegenover de patriotgezinde burgerij. Het was niet duidelijk welke partij de strijd zou winnen. De familie Brantsen besloot voor de zekerheid hun zoon Gerard naar voren te schuiven in de patriottenpartij. Brantsen werd in 1782 gevolmachtigd minister van de Republiek der Verenigde Nederlanden aan het hof van Lodewijk XVI. Hij voerde daar vredesbesprekingen voor de Republiek met Groot-Brittannië. Vanaf 1784 onderhandelde hij in Parijs samen met ambassadeur Mattheus Lestevenon over de vrede met Groot-Brittannië, over een verbond met Frankrijk, en over vrede met keizer Jozef II om een einde te maken aan de Keteloorlog. Dat leidde in 1784 tot een vredesverdrag met Groot-Brittannië en in 1785 tot het Verdrag van Fontainebleau met Oostenrijk en een verbondsverdrag met Frankrijk. Daarnaast bleef Brantsen schepen van Arnhem, zij het in permanente absentie. Hij woonde jarenlang geen vergaderingen bij en kwam nauwelijks in Arnhem.
Na de politieke omwenteling in de Republiek kregen de orangegezinden in 1787 weer de overhand en werd Brantsen persona non grata. Jaarlijks werd op 25 januari het nieuwe schepencollege samengesteld. Bij de eerstvolgende ronde in 1788 werd Brantsen niet meer benoemd. Hij had nog wel kans gezien zijn neef (oomzegger) Johan Brantsen als kandidaat voor te dragen, waar de stadhouder mee instemde. In 1794 werd Brantsen opnieuw voor vredesonderhandelingen naar Parijs gestuurd. Nu met het Comité de salut public, wat niets op leverde.

## Functies
Zie ook.
- Lid van de Vroedschap van Arnhem, van 6 mei 1760 tot 25 januari 1788.
- Schepen van Arnhem, van 6 mei 1760 tot 1761, van 1763 tot 1764, van 1766 tot 1771, van 1773 tot 1777 en van 1779 tot 1788.
- Burgemeester van Arnhem, in 1762 en 1765.
- President-burgemeester van Arnhem, in 1772 en 1778.
- Lid van de Kwartiersvergadering voor het Kwartier Veluwe, 1762, 1764, 1768 tot 1768, 1772 tot 1772, in 1777 en in 1782.
- Schepen van Arnhem.
- Lid van de Kwartiersvergadering voor het Kwartier van Veluwe.
- Afgevaardigde ter Staten-Generaal (ordinarius) voor Gelderland, van 8 juni 1764 tot 1782.
- Ambassadeur in Parijs, onderhandelaar bij de verschillende vredesonderhandelingen in Parijs, Versailles en Fontainebleau, van 1782 tot 1787.
- Buitengewoon gezant te 's-Hertogenbosch voor onderhandelingen met de Fransen, december 1794 (samen met Ocker Repelaer).

De vlucht van de Stadhouder in 1795 bracht hem een nieuwe carrière in het landsbestuur. Brantsen werd:
- Buitengewoon gezant in Parijs voor de onderhandelingen met de Fransen, januari 1795 (met Ocker Repelaer).
- Lid van het Staatsbewind van het Bataafs Gemenebest, van 16 oktober 1801 tot 29 april 1805.
- Afgevaardigde naar Brussel ter begroeting van Napoleon, destijds Eerste Consul van Frankrijk), 1803.
- Buitengewoon gezant en Gevolmachtigd Minister te Parijs, vanaf mei 1805. Hij volgde in die functie Rutger Jan Schimmelpenninck op. In deze functie was hij het die Lodewijk Napoleon de Hollandse kroon moest aanbieden. Hij speelde ook een rol bij het tot stand komen van de Orde van de Unie.
- Grootceremoniemeester van koning Lodewijk Napoleon, vanaf 4 juli 1806.
- Grootmeester-kamerheer van koning Lodewijk Napoleon, van 3 februari 1808 tot september 1809.

Gerard Brantsen stond aan de wieg van de Orde van de Unie en werd op 16 februari 1807 een van de eerste twintig grootkruisen in deze orde. Hij was ook "Lid met Gouden Adelaar" of "Commandant", de latere commandeursrang, in het Franse Legioen van Eer en Ridder in de Huisridderorde van Sint-Hubertus van Beieren.

## Huwelijk en kinderen
Brantsen bleef ongehuwd. Wel verwekte hij in Parijs twee zonen. Hij heeft zich intensief bemoeid met de kinderen van zijn jongere broer Derk, met name diens oudste zoon Johan. Hij zag de kinderen van zijn broer als zijn erfgenamen. Bij zijn overlijden liet hij 156.127 gulden na, wat verdeeld moest worden over zes erfgenamen. Het huis Hulkestein ging naar zijn neef Johan Brantsen (1768-1826).
Brantsen werd in de literatuur nogal eens verward met zijn gelijknamige oomzegger, ritmeester Gerard Brantsen (1772-1814).